# Кондрачук, Сергей Юрьевич
Сергей Юрьевич Кондрачук (укр. Сергій Юрійович Кондрачук; род. 18 февраля 1986 года, Здолбица, Ровенская область) — украинский государственный деятель, председатель Ровненского областного совета с 2 декабря 2020 года.

## Биография
Родился 18 февраля 1986 года в селе Здолбица Здолбуновского (ныне Ровненского) района Ровенской области.
В 2003 году окончил Здолбицкую общеобразовательную среднюю школу Здолбуновского района Ровненской области с золотой медалью, в 2008 году окончил национальный университет «Острожская академия» по специальности «финансист».
С июля по ноябрь 2008 года являлся консультантом исполкома здолбуновской районной организации партии «Наша Украина», с ноября 2008 года по январь 2012 года был руководителем редакции районного радио в Здолбуновском районе.
С 2008 по 2012 год являлся заместителем председателя здолбуновской районной организации партии «Наша Украина». С 2008 года является членом Национального Союза журналистов Украины, в 2009 году стал членом правления здолбуновского районного объединения Всеукраинского общества «Просвита» имени Тараса Шевченко, членом президиума здолбуновской региональной общественной организации «Украинская Народная Рада Здолбуновщина». В 2010 году стал членом правления здолбуновской районной организации Общества Красного креста Украины.
С 2010 по 2012 год был помощником-консультантом народного депутата Украины Виктора Матчука, ранее являвшегося председателем Ровненской областной государственной администрации.
С 2011 года являлся членом общественного совета при Ровенской областной государственной администрации.
С марта 2013 года работал в здолбуновской районной газете «Новая жизнь» редактором отдела информации и рекламы, с октября 2013 года был главным редактором газеты.
С 2014 по 2015 год был помощником-консультантом народного депутата Украины Александра Дехтярчука.
С 17 февраля 2015 года по 11 июля 2019 года занимал должность председателям Здолбуновской районной государственной администрации Ровненской области.
С 2019 года был руководителем секретариата ровненской областной организации партии «Европейская солидарность».
На местных выборах в октябре 2020 года избран депутатом Ровненского областного совета от партии «Европейская солидарность».
2 декабря 2020 года избран председателем Ровненского областного совета.